# (9061) 1992 WC3
A (9061) 1992 WC3 a Naprendszer kisbolygóövében található aszteroida. Atsushi Sugie fedezte fel 1992. november 18-án.